# 富澜
富澜（1929年—），原名刘正龙，男，祖籍湖北武昌，生于天津，中国翻译家、电影工作者，曾任中国电影出版社总编辑，中国电影家协会理事。